# Charles Cutler
Sir Charles Benjamin Cutler (* 20. April 1918 in Forbes; † 23. September 2006 in Orange) war ein australischer Politiker und von 1965 bis 1975 stellvertretender Premierminister der australischen Provinz New South Wales.

## Schule, Militär und Privatleben
Nach dem Schulbesuch diente Cutler während des Zweiten Weltkrieges in der australischen Armee und wurde in der Schlacht von El Alamein verwundet. Nach dem Krieg stieg er bis 1960 in der Australischen Armeereserve (CMF bzw. AAR) zum Oberstleutnant auf. Neben seinen beruflichen Aktivitäten als Angestellter einer Versicherung arbeitete der Vater von vier Kindern u. a. als Sportreporter einer Lokalzeitung sowie als Präsident eines Rugby-Verbandes.

## Politische Karriere
Am 3. Mai 1947 wurde Cutler für die Country Party erstmals in die Gesetzgebende Versammlung von New South Wales gewählt. Als er sich am 16. Dezember 1975 nach 28 Jahren 7 Monaten und 14 Tagen aus der Gesetzgebenden Versammlung zurückzog, konnte er auf zehn Wiederwahlen für seinen Wahlbezirk Orange zurückblicken.
1958 wurde er zunächst stellvertretender Vorsitzender der Country Party und war anschließend zwischen 1959 und 1975 Vorsitzender der Partei.
Am 13. Mai 1965 wurde Cutler Stellvertretender Premierminister der Provinz New South Wales und Minister für Erziehung und Wissenschaften in der Regierung des neu gewählten liberalen Premierministers Robert Askin. In späteren Jahren bekleidete er zudem die Ämter des Ministers für Lokalverwaltung, Autobahnen und Tourismus in der Regierung seiner Heimatprovinz. In den Jahren 1968 bis 1972 fungierte er außerdem während der Abwesenheiten von Premierminister Askin als amtierender Premierminister und Schatzminister. Von seinen Regierungsämtern trat er ebenfalls am 16. Dezember 1975 zurück.
Sowohl als Parteivorsitzender als auch als Stellvertretender Premierminister wurde er 1975 von Leon Punch abgelöst.
Für seine Verdienste um die australische Politik wurde Charles Cutler 1973 zum Knight Commander des Order of the British Empire (KBE) geschlagen und durfte sich somit fortan den Titel „Sir“ im Namen führen.

## Späteres Leben
Nach dem Rücktritt aus der aktiven Politik wurde Charles Cutler 1976 zunächst Direktor der Sun Alliance Insurance Group sowie 1978 bis 1988 Vorsitzender dieser Versicherungsgesellschaft.